# Dolmen de la Creu del Senyal
Le dolmen de la Creu del Senyal est un dolmen ruiné situé au Boulou, dans le département français des Pyrénées-Orientales.

## Historique
Le dolmen a été signalé pour la première fois en 2004.

## Description
Le dolmen est complètement ruiné. Le tumulus mesure entre 12,50 m et 16 m de diamètre mais il est possible que sa forme actuelle résulte des travaux de terrassement réalisés quelques années plus tôt lors de la construction du lotissement limitrophe. Quatre orthostates sont encore visibles mais l'ensemble du monument est complètement démantelé.